# الجهاز المركزي للإحصاء (اليمن)
الجهاز المركزي للإحصاء اليمني يتبع وزارة التخطيط والتعاون الدولي (اليمن) وهو الجهة الرسمية والمسئولة في اليمن عن جمع البيانات والمعلومات الإحصائية وإعدادها وتجهيزها ونشرها وإعطاء الطبيعة الرسمية للأرقام الإحصائية في الجمهورية اليمنية كما أنه المعني بتنفيذ عمليات الإحصاء وجمع البيانات بمختلف أنواعها وتخصصاتها ومستوياتها وينفذ الكثير من (التعدادات العامة والمسوحات الإحصائية) وله إصدارات خاصة بنتائج تلك التعدادات والمسوحات ويصدر «كتاب الإحصاء السنوي (اليمن)» نهاية كل عام وهو يضم آخر الإحصائيات والمؤشرات.
ومن أهم ما يهدف إليه الجهاز استكمال منظومة العمل الإحصائي الموحد والشامل للجمهورية اليمنية تواكب كل تطورات العصر في مختلف مناحي الحياة   وتوحد المعايير والمفاهيم والتعاريف والمصطلحات الإحصائية وتطور نظام المعلومات الشامل كأداة للتخطيط والتنمية في كافة المجالات.

## الكتب والنشرات
- الكتب :

1. كتاب الإحصاء السنوي
2. نتائج البناء والتشييد
3. كتيب اليمن بالأرقام
4. نتائج النقل والاتصالات
5. نتائج المسح الصناعي
6. نتائج مسح التجارة الداخلية

- النشرات  :

1. نشرة التجارة الخارجية
2. نشرة الأرقام القياسية
3. نشرة الاسعار والأرقام القياسية للعام 2009م
4. نشرة الأسعار
5. نشرة الحسابات القومية

### كتاب الإحصاء السنوي
- كتاب الإحصاء السنوي لعام 2003م (يونيو 2004م)
- كتاب الإحصاء السنوي 2005م .
- كتاب الإحصاء السنوي 2004م .
- كتاب الإحصاء السنوي 2006م .
- كتاب الإحصاء السنوي 2007م .
- كتاب الإحصاء السنوي 2008م .
- كتاب الإحصاء السنوي 2009 . (13 يونيو 2010)
- كتاب الإحصاء السنوي 2010م . (28 يونيو 2011)
- كتاب الإحصاء السنوي 2011م (1 أكتوبر 2011)

## إحصائات
- الإحصاءات السلعية :

1. الإسكان والبناء والتشييد .
2. البيئة .
3. الزراعة والأسماك .
4. الصناعة والطاقة .
5. الاستثمار .

- الإحصاءات السكانية والحيوية :

1. السكانية .
2. الحيوية .
3. الامن والعدالة .
4. الصحة .
5. القوى العاملة .

- الإحصاءات الخدمية :

1. الخدمات الشخصية والاجتماعية .
2. النقل .
3. الاتصالات وتقنية المعلومات .

- الإحصاءات المالية :

1. الحسابات القومية .
2. المالية والبنوك .

- إحصاءات التجارة :

1. التجارة الخارجية .
2. الميزان التجاري .
3. الأسعار والأرقام القياسية .

- الإحصاءات الاجتماعية :

1. التعليم .
2. السياحة.
3. الثقافة والأعلام.

## أهداف ومهام الجهاز
يهدف الجهاز طبقاً للدستور وللسياسة العامة للدولة إلى تحقيق المهام التالية :
1. إعداد النظم الإحصائية لجمع البيانات الإحصائية بصورة دورية ومنتظمة لمختلف أوجه نشاط المجتمع.
2. التخطيط والتجميع الميداني المباشر للبيانات الإحصـائية بواسطة التعدادات والمسوحات الإحـــصائية (الشاملة أو بالعينة) للموارد واستخداماتها لمختلف أوجه نشاط المجتمع وتجهيزها وتحليلها ونشرها مباشرة أو بالتنسيق مع الجهات والقطاعات المعنية أو بتكليف الغير كلياً / جزئياً.
3. المشاركة في وضع النظم الإحصائية لتتبع تنفيذ خطط التنمية الاقتصادية والاجتماعية إحصائياً على المستوى الجزئي والكلي وإعداد المعلومات عن مستوى تنفيذها.
4. توحيد المعايير والمفاهيم والتعاريف والمصطلحات الإحصائية وتنميطها بما يستهدف تطوير منظومة العمل الإحصائي كأداة للتخطيط والتنمية في كافة المجالات وذلك أسوة بما هو معمول في كافة الأجهزة العربية والدولية.
5. وضع القواعد والتوجيهات الفنية العامة التي تساعد أجهزة الدولة وكافة القطاعات الاقتصادية الأخرى، ومساعدتها في إنشاء وحداتها الإحصائية ومساعدتها في رفع كفاءة العاملين فيها باستخدام الطرق والوسائل التقنية الحديثة.
6. تجميع البيانات الإحصائية الجارية عن كافة الموارد واستخداماتها لمختلف أوجه نشاط المجتمع في أوقاتها المناسبة وتجهيزها وتحليلها ونشرها وإعداد ووضع التقديرات الخاصة بتطور مختلف المؤشرات الإحصائية.
7. إصدار الدوريات الإحصائية المختلفة لتلبية الاحتياجات المتنامية لأجهزة الدولة من البيانات والمؤشرات الإحصائية وتوفيرها في الوقت المناسب لاستخدامها في معالجة مشاكل التنمية الاقتصادية والاجتماعية الجارية في البلاد.
8. العمل على متابعة مختلف التطورات في المجال الإحصائي والسعي نحو تطبيق المناهج والأساليب الحديثة في هذا المجال وبالأخص فيما يتعلق منها بتركيب الحسابات القومية وإعداد الموازين الاقتصادية والسلعية والتطوير النوعي في مجال التحليل الاقتصادي للحسابات القومية للحكومة والأجهزة المحلية ومؤسسات الدولة والقطاعات الأخرى.
9. تفعيل قانون الإحصاء بما من شأنه تطوير العمل الإحصائي كماً ونوعاً.
10. اعتماد المعلومات الإحصائية المعدة من الغير بعد التأكد من صحتها وسلامتها والتقرير بشأن نشرها وتداولها وفقاً للقواعد الإحصائية المتعارف عليها.
11. رفع مستوى العناية والاهتمام لدى منتسبي الجهاز المركزي للإحصاء ومسئولي الأجهزة الحكومية بأهمية البيانات الإحصائية كأداة تخطيطية للتنمية.
12. وضع نظم وبرامج متخصصة لتدريب العاملين في الجهاز ووحدات الجهاز الإداري والقطاعات الاقتصادية المختلفة في مجال الإحصاء بالتنسيق مع الجهات المعنية.
13. تنمية ونشر الوعي الإحصائي على مختلف المستويات.
14. إقامة الصلات وتقوية العلاقات مع الأجهزة والمؤسسات والهيئات والمنظمات المحلية والعربية والدولية المتخصصة في مجال الإحصاء والمعلومات وتعزيز التعاون العلمي والفني وتبادل الخبرات والمعلومات الإحصائية وتمثيل الجمهورية في هذا المجال إقليمياً ودولياً.
15. إيجاد قاعدة بيانات اقتصادية واجتماعية وسكانية شاملة ومتسقة لمختلف أوجه نشاط المجتمع وتوثيقها وتحديثها بصورة مستمرة ومنتظمة بما يكفل إزالة التباين والنقص في قاعدة البيانات الوطنية بما يلبى احتياجات مختلف المستفيدين منها.

## وصلات خارجية
- الموقع الرسمي .